# Christa Klecker
Christa Klecker fue una deportista austríaca que compitió en luge. Ganó una medalla de plata en el Campeonato Europeo de Luge de 1929, en la prueba individual.

## Palmarés internacional
| Campeonato Europeo | Campeonato Europeo  | Campeonato Europeo | Campeonato Europeo |
| Año                | Lugar               | Medalla            | Prueba             |
| ------------------ | ------------------- | ------------------ | ------------------ |
| 1929               | Semmering (Austria) | Medalla de plata   | Individual         |